# Distretto di Chirinos
Il distretto di Chirinos è uno dei sette distretti  della provincia di San Ignacio, in Perù. Si trova nella regione di Cajamarca e si estende su una superficie di 351,91 chilometri quadrati.

Ha per capitale la città di Chirinos e contava 13.640 abitanti al censimento 2005.